# 山口涼也
山口 涼也 Ryoya Yamaguchi（やまぐち りょうや、1989年11月3日 - ）は、日本のギタリスト、作曲家。
福岡市出身。福岡市博多区のギター教室 FOS GUITAR SCHOOL代表講師を務める。

## 来歴
2005年、16歳でジョン・ノーラムに影響を受けギターを始める。
福岡県立城南高等学校在学中、TEENS' MUSIC FESTIVALにて自身のロックバンドが九州大会へ出場。福岡スクールオブミュージック専門学校へ進学し、在学中にプロとしてのキャリアをスタートさせる。
2011年、ギターマガジン主催ギターコンテスト『最強プレイヤーズコンテスト 2011』にて準グランプリを受賞。
2020年、海外コンペティションJam track central (JTC Guitar) Jam of the month April 2020で優勝。
2020年、アメリカの音楽制作プロダクションCoffee break groovesより提供を受けてデモ演奏を公開、反響を呼ぶ。
2020年、Jam of the month 2020 Finalで準優勝。海外でも高い評価を得る。
2021年、On and OffをPLAYLOUDより配信リリース。

## 人物
- 影響を受けたアーティストは カート・ローゼンウィンケル、Jesse Van Ruller、Allen Hinds、Lage Lund、Mike Moreno、Aaron Parks。
- 好きな食べ物はラーメン。